# Nausinoe argyrosticta
Nausinoe argyrosticta is een vlinder van de familie van de grasmotten (Crambidae), uit de onderfamilie van de Spilomelinae. De wetenschappelijke naam van deze soort is voor het eerst voorgesteld als Lepyrodes argyrosticta door George Francis Hampson in een publicatie uit 1910.
De soort komt voor in Congo-Kinshasa, Burundi, Tanzania en Zambia.